# بازار مظفري
بازار مظفري هي بازار تاريخية تعود إلى عصر آل مظفر، وتقع في كرمان.